# 布里加季里夫卡 (拉季維利夫區)
50°16′36″N 25°23′47″E / 50.27667°N 25.39639°E
布里加季里夫卡（烏克蘭語：Бригадирівка），是烏克蘭西北部的村莊，隸屬里夫內州的杜布諾區。該村始建於1560年，面積0.91平方公里，海拔高度209米，2001年人口398，人口密度每平方公里439.8人。